# Ladislav Daniel (hudební pedagog)
Ladislav Daniel (29. května 1922 Sendražice – 16. února 2015 Olomouc) byl český hudební pedagog, amatérský nástrojař a hudebník, který se zasloužil o to, že Čechy lze nazvat národem hráčů na zobcovou flétnu.

## Dětství
Narodil se jako první ze tří synů 29. května v Sendražicích manželům Danielovým. Matka byla v domácnosti a věnovala se hlavně výchově dvou mladších sourozenců (František *1926 + 1996 se stal významným filmovým režisérem a pedagogem, Josef *1928 + 1986 se věnoval vážné hudbě jako dirigent). Otec pracoval u železničních drah. Josef Slezák, jeho dědeček, dal všem dětem praktické hudební vzdělání a dovednosti ve hře na hudební nástroje. Oba rodiče muzicírovali a Ladislav dostával soukromé hodiny u místního muzikanta M. Drahoty, který byl nástrojařem a hrával na křídlovku v Kmochově kapele. Od něj získal zkušenosti i se samotnou výrobou nástrojů, kterou později po celý život zužitkoval. Kmochova dechová kapela předznamenala impulz pro rozvoj jeho dalších schopností. Po nějaké době se rodina přestěhovala do Kolína a i zde pokračovalo jeho hudební tvoření. Měl kolem sebe okolí, které hudbou žilo, a již od školního věku se na muzicírování podílel.

## Studium
V roce 1933 byl zapsán na reálné gymnázium. Zde založil se svými přáteli studentský jazzový soubor, sám hrával na kontrabas či trumpetu. Jeho hudební život ovlivnil i bratr Josef, který byl aktivním muzikantem, hornistou a dirigentem. Maturitu složil v roce 1941, ale v době Protektorátu Čechy a Morava (16.3.1939 – 9.5.1945) nemohl své hudební nadání dále rozvíjet na vysoké škole, protože české vysoké školy byly od 17.11.1939 až do konce protektorátu uzavřeny. Pracoval krátce v pojišťovně. Úspěšně se pak zhostil konkurzu a hrál v kapele v Hamburku jako trumpetista. Po smrti kapelníka se vrátil zpátky do Čech a spolu s bratrem hrávali až do konce války v Lázních Chudoba. Pak získal místo trumpetisty v Orchestru Gustava Broma v Brně a v Praze. V Moravské filharmonii hrál na lesní roh (1949). Byl znalcem a nadšencem pro jazyky, které ve světě plně uplatňoval. Studoval na Filozofické fakultě Univerzity Karlovy obor angličtina-hudební výchova (1945–50). Studium dokončil na Filozofické fakultě Univerzity Palackého v Olomouci. Disertační práci napsal na téma Tonální metoda písňová jako poslední stadium intonačních metod (CSc.).

## Život, dílo a ocenění
V letech 1949–50 vyučoval angličtinu na Obchodní akademii v Přerově, a hudební výchovu na Fučíkově pedagogické škole v Olomouci (1950–60). V letech 1961–1972 byl vedoucím katedry hudební výchovy na Pedagogickém institutu, který byl v roce 1964 přeměněn na Pedagogickou fakultu Univerzity Palackého v Olomouci. V letech 1968–1969 byl krátce proděkanem pro vědu. Působil také jako hlavní porotce celostátních soutěží ve hře na zobcovou flétnu. Znalost angličtiny, němčiny, ruštiny, francouzštiny, nizozemštiny a dánštiny užíval na mezinárodních kongresech pro hudební výchovu. Přednášel a publikoval na Pedagogickém institutu v Halle (1964), na konzervatoři v Alborgu (1970), účastnil se kongresů ISME (International Society for Music Education) v Budapešti (1964), Dijonu, Bristolu, Varšavě a Moskvě. Založil a metodicky vedl Základní školu s rozšířenou hudební výchovou v Olomouci. Byl členem Klubu houslařů při Svazu českých skladatelů a redakční rady časopisu Hudební nástroje (1952–1960). Do oblasti intonačních metod přispěl koncepcí tonální metody písňové (1951), ve které se při výuce zpěvu používají lidové písně místo solmizačních slabik. Navrhl software pro výuku zpěvu not na počítači. Je autorem první programované učebnice nauky o intervalech v Evropě, Intervall-Lehre. Propracoval problematiku elementární nástrojové výuky. Podle Orffovy metody prosazoval využívání hudebních nástrojů při výuce, například klávesy. Vytvořil řadu učebních pomůcek pro hudební výchovu, např. Rytmické kostky, Rytmickou stavebnici nebo Intonační tabule. Je autorem metodiky, která obsahuje celé učivo hudební výchovy podle učebních osnov. Napsal učebnice a metodické příručky pro učitele 1.– 5. ročníku základních škol a vytvořil koncepci hudebního vyučování pro hlasový, rytmický a intonační výcvik a pro improvizace. Pro každou z nich připravil metodickou řadu. Při tom vycházel z nové koncepce, která preferovala dětskou bezprostřednost.(Schulwerk Carla Orffa – Orff-Schulwerk). Pro základní nástrojovou výuku napsal řadu Škol pro různé nástroje (pro trubku, klarinet, dudy, kontrabas, cimbál). Jeho učebnice obsahují podrobně metodicky rozpracovanou hru na hudební nástroje a také metodickou řadu improvizace.

### Galerie
Ladislav Daniel byl také výrobcem historických hudebních nástrojů. Naučil se to v Markneukirchenu v Německu a v nástrojářské oblasti v okolí Lubů u Chebu. Vyrobil například violu da gamba, serpent, cink, barokní loutnu, cornamusu, rebek, crwth, dudy a také asi dvacet cimbálů.

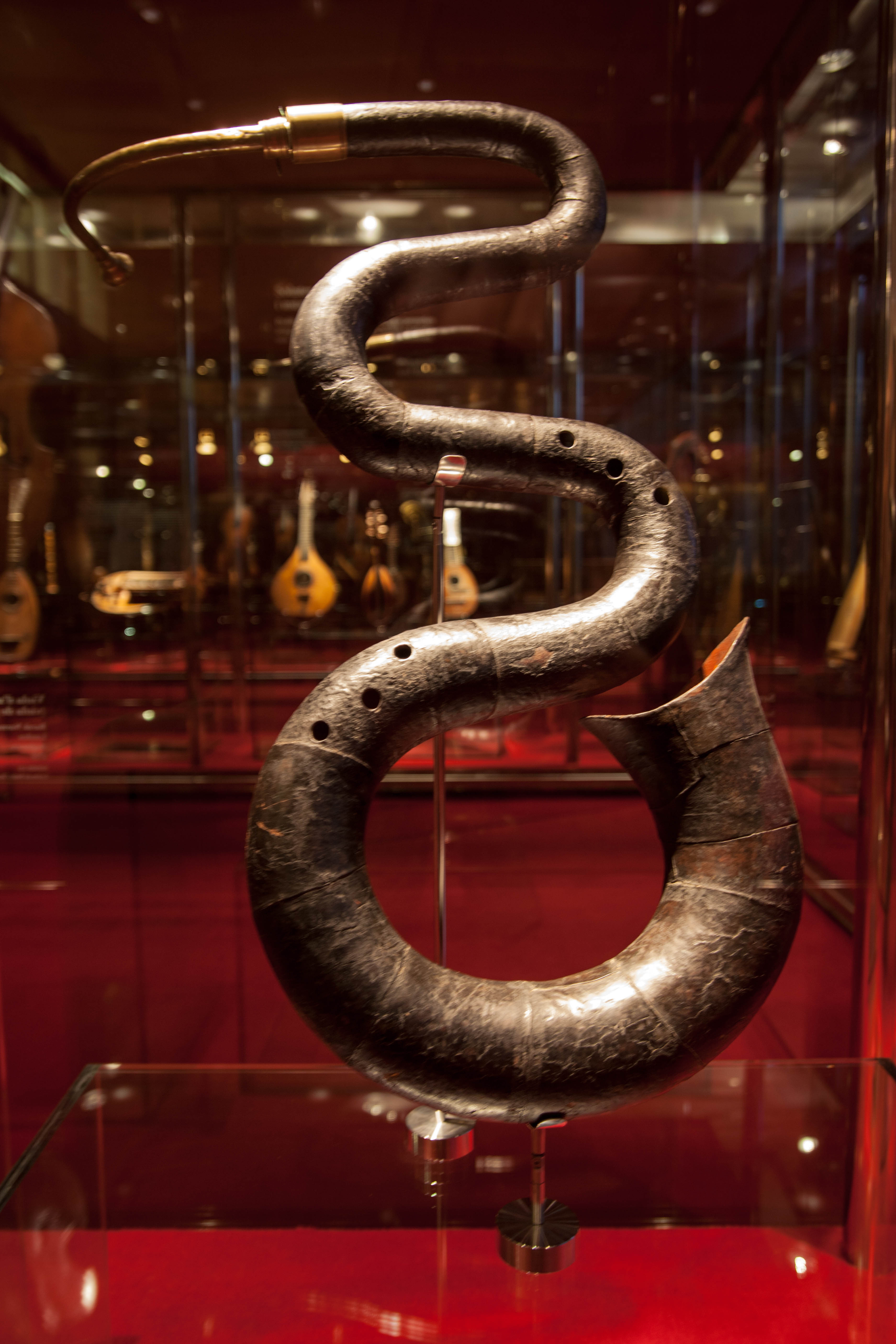
Serpent ve Victoria and Albert muzeu v Londýně
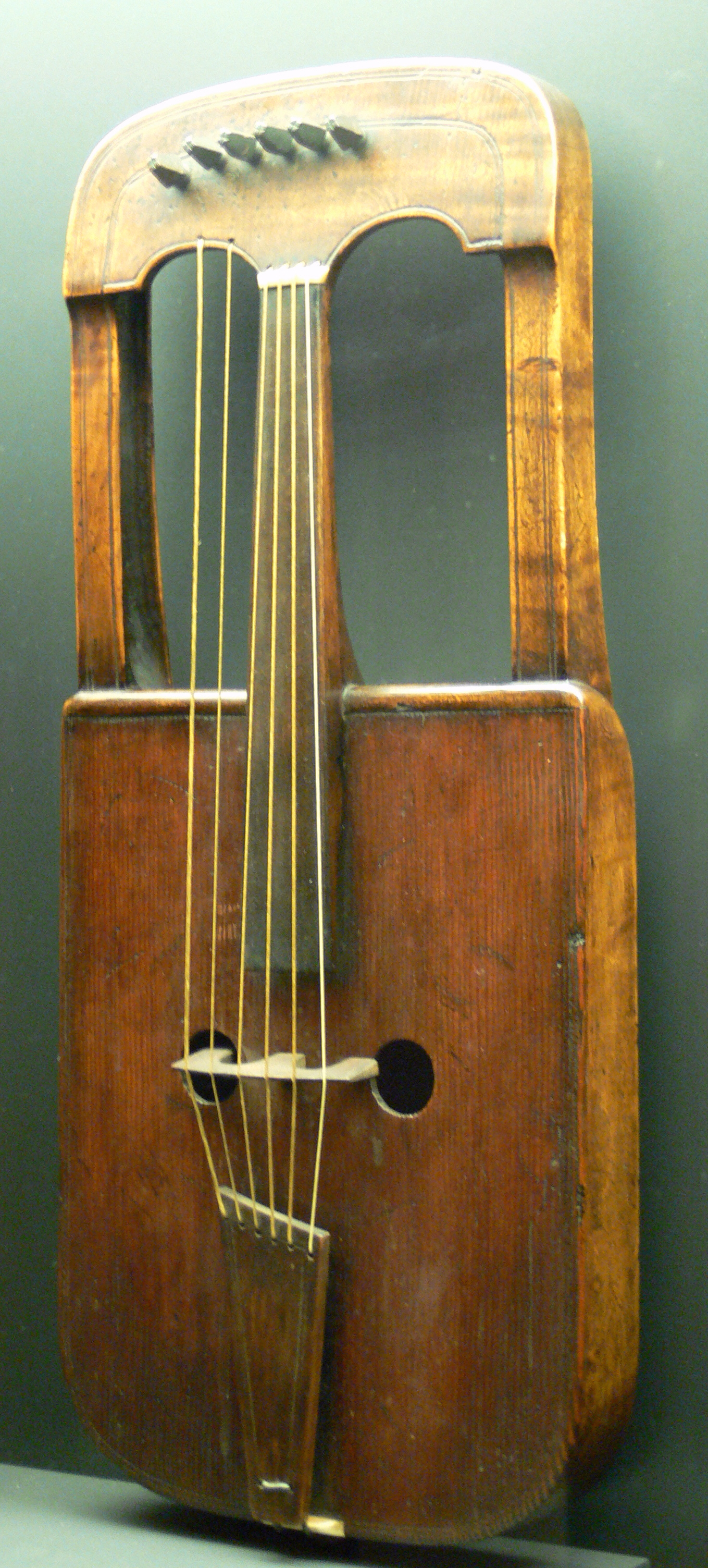
CRWT, keltský hudební nástroj
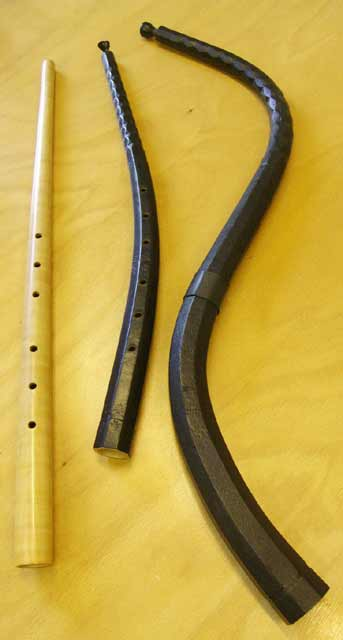
Cink, různé typy: tichý, křivý a tenorový
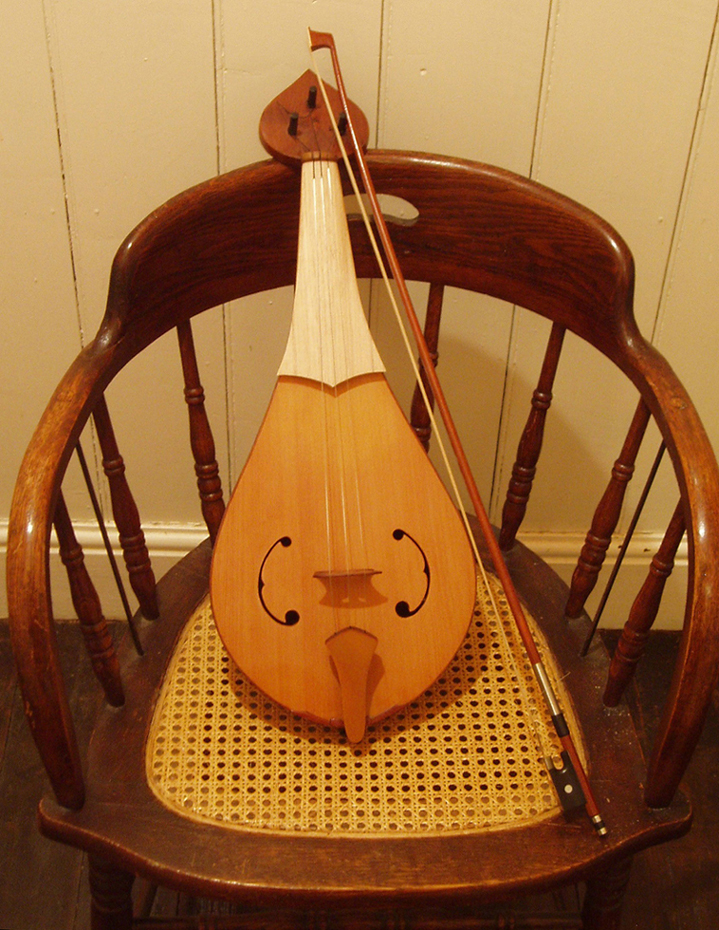
Rebek, středověký renezanční strunový nástroj, předchúdce violy.
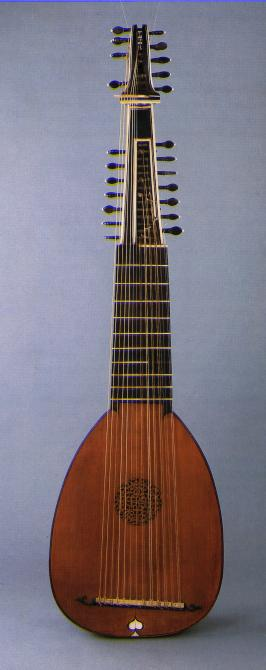
Barokní loutna z Itálie
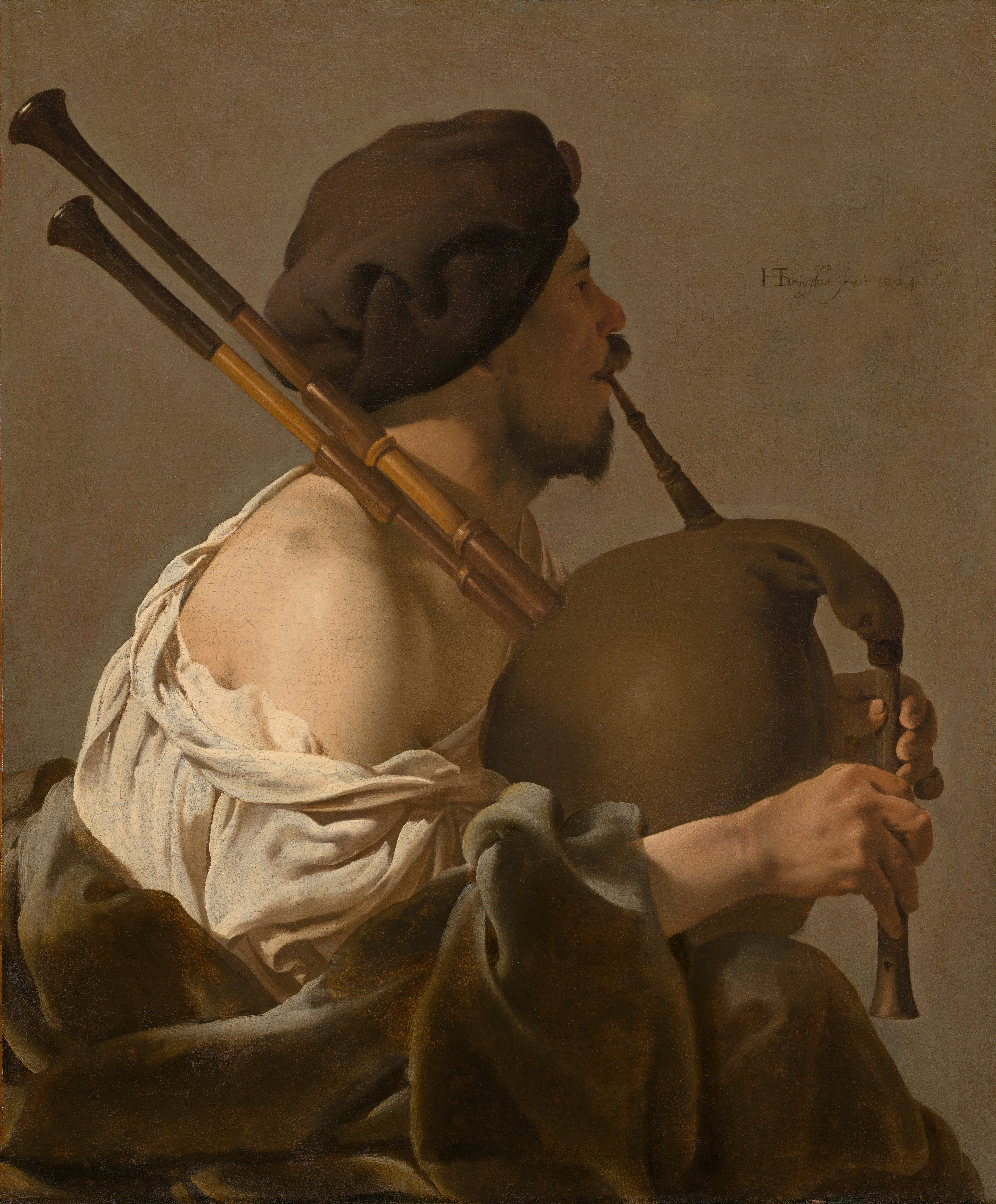
Hráč na dudy
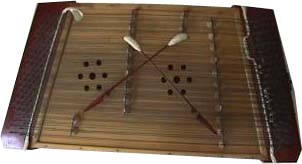
Cimbál
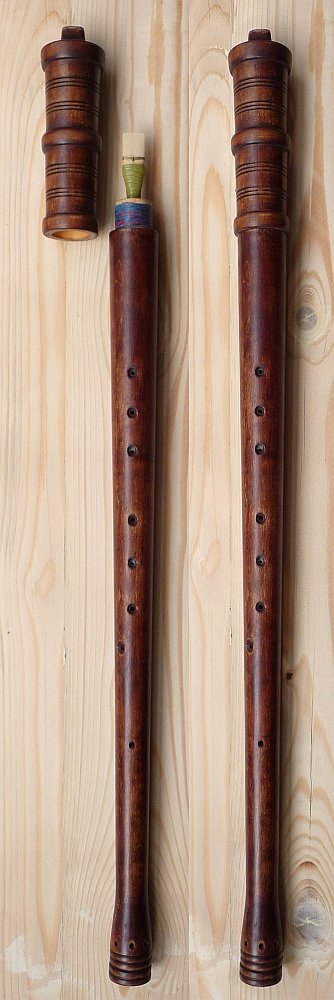
Kornamusa

### Učebnice a metodické příručky
- Škola hry na sopránovou zobcovou flétnu, I–III, (Panton, Praha 1950);
- Učebnice hudební výchovy pro pedagogické školy, I–IV (SPN, Praha 1952–54);
- Škola hry na altovou zobcovou flétnu (Panton, Praha 1958);
- Základy techniky pro sopránovou zobcovou flétnu, I–III (Panton, Praha 1959);
- Základy techniky pro altovou zobcovou flétnu (Panton, Praha 1960);
- Intonační cvičení I., II (Panton, Praha 1965);
- Intervall-Lehre (Frankfurt am Main, 1968);
- Kapitoly z metodiky hudební výchovy, skriptum (Pedagogická fakulta Olomouc 1984);
- Metodika hudební výchovy, know how učitele hudební výchovy (Montanex, Ostrava 1921–23).

- Kukačka, hudební výchova pro 1. ročník základní školy (Panton, 1994);
- Metodická příručka k učebnici hudební výchovy Kukačka pro učitele 1. ročníku základní školy (Panton, 1994);
- Pěnička, hudební výchova pro 2. ročník základní školy (Panton, 1995);
- Metodická příručka k učebnici hudební výchovy Pěnička pro učitele 2. ročníku základní školy (Panton, 1995);
- Skřivánek, hudební výchova pro 3. ročník základní školy (Panton 1996);
- Metodická příručka k učebnici hudební výchovy Skřivánek pro učitele 3. ročníku základní školy (Panton 1996);
- Sedmikrásek, hudební výchova pro 4. ročník základní školy (Panton International 2000);
- Metodická příručka k učebnici hudební výchovy Sedmihlásek pro učitele 4. ročníku základní školy (Panton International 2000);
- Slavík, hudební výchova pro 5. ročník základní školy (Panton International 2000);
- Metodická příručka k učebnici hudební výchovy Slavík pro učitele 5. ročníku základní školy (Panton International 2000).

### Studie
- Aplikace psychometrických metod v hudební psychologii (Sborník prací Pedagogické fakulty UP v Olomouci. Hudební výchova 1 (Praha 1969, s. 63–74).
- Nové postupy v instrumentální složce hudební výchovy (Hudební věda a výchova 3. Musica I. Praha 1984, s.163–181).
- Olomoucký experiment jako model základní školy s rozšířenou hudební výchovou (Hudební výchova v procesu formování vědomí mládeže socialistické společnosti. Praha 1986, s. 312 – 318).
- Guidon měl pravdu (Hudební věda a výchova 6. Musica IV. Olomouc 1993, s.115–123).
- Přínos olomoucké školy s rozšířenou hudební výchovou našemu školství (Dějiny hudební výchovy /osobnosti, instituce, koncepce/. Ostrava 1996, s. 185–188).
- Jak jsem to myslel (K problematice současných hudebněvýchovných metod a koncepcí, Olomouc 1998, s. 35–39).
- Výuka zpěvu not na počítači (Hudební pedagogika a výchova /minulost – přítomnost – budoucnost/. Olomouc 2004, s. 171–173).
- Co je ještě dodat k „pár poznámkám“ (Hudební pedagogika a výchova /minulost – přítomnost – budoucnost/. Olomouc 2004, s. 187–191).

### Ocenění
- Jmenován docentem (1968) na Pedagogické fakultě Univerzity Palackého v Olomouci.
- V roce 1987 zavádí Ministerstvo školství jeho Olomoucký model výuky hudební výchovy na všech školách, kde jsou pro to podmínky.
- V roce 1992 jmenován profesorem Univerzity Palackého v Olomouci.
- Roku 2004 jmenován emeritním profesorem Univerzity Palackého v Olomouci.
- V roce 2010 mu Ostravská univerzita udělila čestný titul doctor honoris causa.
- Získal Zlatou desku Pantonu za rozšíření zobcové flétny.
- V říjnu 2014 dostal cenu za celoživotní dílo Společnosti pro hudební výchovu České republiky.

Poslední rozloučení s prof. Ladislavem Danielem se uskutečnilo 27. února 2015 v chrámu Svatého Mořice v Olomouci.